# Degradation Trip
Degradation Trip es el segundo álbum en solitario del guitarrista estadounidense y líder de Alice in Chains, Jerry Cantrell, editado el 18 de junio de 2002, dos meses después de la muerte de su compañero de banda, Layne Staley, a causa de una mezcla letal de cocaína y heroína. Esto provocó que el disco fuese dedicado a su memoria. Cinco meses después de la publicación de este disco, se editó una versión doble del mismo trabajo, con el nombre de Degradation Trip Volumes 1 & 2. 
A diferencia del anterior disco de Cantrell, Boggy Depot, en el que se mezcla el sonido característico de Alice in Chains junto con influencias del country, en Degradation Trip se puede apreciar un estilo puramente Alice In Chains, con guitarras oscuras y pesadas. En la grabación del disco participaron los músicos Robert Trujillo en el bajo, Mike Bordin en la batería, Chris DeGarmo en guitarras adicionales y Walter Earl en percusión adicional.

## Lista de canciones
1. "Psychotic Break" – 4:09
2. "Bargain Basement Howard Hughes" – 5:38
3. "Anger Rising" – 6:14
4. "Angel Eyes" – 4:44
5. "Solitude" – 4:00
6. "Mother's Spinning in Her Grave (Glass Dick Jones)" – 3:53
7. "Hellbound" – 6:46
8. "Give It a Name" – 4:01
9. "Castaway" – 4:59
10. "She Was My Girl" – 3:59
11. "Chemical Tribe" – 6:35
12. "Spiderbite" – 6:38
13. "Locked On" – 5:37
14. "Gone" – 5:08

## Posiciones en las listas de popularidad
Álbum - Billboard (Norteamérica)
| Año  | Lista             | Posición |
| ---- | ----------------- | -------- |
| 2002 | Billboard Top 200 | 33       |

Sencillos - Billboard (Norteamérica)
| Año  | Sencillo       | Lista                  | Posición |
| ---- | -------------- | ---------------------- | -------- |
| 2002 | "Anger Rising" | Mainstream Rock Tracks | 10       |

## Créditos
- Jerry Cantrell – voz, guitarras, producción
- Robert Trujillo – bajo
- Mike Bordin – batería
- Jeff Tomei – producción, mezcla
- Chris DeGarmo – guitarra adicional en "Anger Rising"
- Walter Earl – percusión adicional
- George Marino – masterización
- Monte Conner – A&R
- Pascal Brun y Comenius Röthlisberger, Team Switzerland – arte y fotografía